# Sharon Fichman
Sharon Fichman (Toronto, 3 december 1990) is een tennisspeelster uit Canada. Fichman begon op vijfjarige leeftijd met tennis. Zij speelt rechtshandig en heeft een tweehandige backhand.

## Loopbaan
In 2005 speelde Fichman haar eerste ITF-toernooi. In 2006 won zij samen met Anastasija Pavljoetsjenkova het junioren-dubbelspeltoernooi van het Australian Open en Roland Garros. In 2014 won zij het dubbelspel op het WTA-toernooi van Auckland, samen met de Amerikaanse Maria Sanchez. Sinds mei 2016 concentreert zij zich op het dubbelspel.
Meer dan vijf jaar na de eerste won Fichman haar tweede titel, op het dubbelspeltoernooi van het WTA-toernooi van Jūrmala 2019, samen met de Servische Nina Stojanović. In 2020 volgde een derde dubbelspeltitel, in Monterrey samen met de Oekraïense Kateryna Bondarenko met wie zij een week eerder de finale bereikte van het WTA-toernooi van Acapulco.
In 2021 won Fichman, samen met de Mexicaanse Giuliana Olmos, het WTA 1000-toernooi van Rome.
In de periode 2005–2019 maakte Fichman deel uit van het Canadese Fed Cup-team – zij behaalde daar een winst/verlies-balans van 24–10.

## Privé
Fichman is verloofd met kunstschaatser Dylan Moscovitch.

## Posities op deWTA-ranglijst
Positie per einde seizoen:
| jaar | rang enkelspel | rang dubbelspel |
| ---- | -------------- | --------------- |
| 2006 | 371            | 539             |
| 2007 | 430            | 505             |
| 2008 | 301            | 343             |
| 2009 | 132            | 99              |
| 2010 | 222            | 98              |
| 2011 | 166            | 99              |
| 2012 | 165            | 148             |
| 2013 | 106            | 82              |
| 2014 | 129            | 82              |
| 2015 | 366            | 135             |
| 2016 | 588            | 444             |
|      |                |                 |
| 2018 | –              | 396             |
| 2019 | –              | 88              |
| 2020 | –              | 56              |
| 2021 | –              | 22              |

## Palmares
| Legenda                 |
| ----------------------- |
| Grandslamtoernooi       |
| Olympische Spelen       |
| Year-End Championships  |
| Premier Mandatory       |
| Premier Five / WTA 1000 |
| Premier / WTA 500       |
| International / WTA 250 |
| Challenger / WTA 125    |

### WTA-finaleplaatsen enkelspel
geen

### WTA-finaleplaatsen vrouwendubbelspel
| nr.              | finale     | toernooi       | ondergrond | partner             | tegenstandsters                              | score            |         |
| ---------------- | ---------- | -------------- | ---------- | ------------------- | -------------------------------------------- | ---------------- | ------- |
| gewonnen finales |            |                |            |                     |                                              |                  |         |
| 1.               | 2014-01-04 | WTA Auckland   | hardcourt  | Maria Sanchez       | Lucie Hradecká Michaëlla Krajicek            | 2-6, 6-0, [10-4] | details |
| 2.               | 2019-07-28 | WTA Jūrmala    | gravel     | Nina Stojanović     | Jeļena Ostapenko Galina Voskobojeva          | 2-6, 7-6, [10-6] | details |
| 3.               | 2020-03-08 | WTA Monterrey  | hardcourt  | Kateryna Bondarenko | Miyu Kato Wang Yafan                         | 4-6, 6-3, [10-7] | details |
| 4.               | 2021-05-16 | WTA Rome       | gravel     | Giuliana Olmos      | Kristina Mladenovic Markéta Vondroušová      | 4-6, 7-5, [10-5] | details |
| verloren finales |            |                |            |                     |                                              |                  |         |
| 1.               | 2009-05-09 | WTA Estoril    | gravel     | Katalin Marosi      | Raquel Kops-Jones Abigail Spears             | 6-2, 3-6, [5-10] | details |
| 2.               | 2011-02-19 | WTA Bogota     | gravel     | Laura Pous Tió      | Edina Gallovits-Hall Anabel Medina Garrigues | 6-2, 6-7, [9-11] | details |
| 3.               | 2019-05-25 | WTA Neurenberg | gravel     | Nicole Melichar     | Gabriela Dabrowski Xu Yifan                  | 6-4, 6-7, [5-10] | details |
| 4.               | 2019-11-16 | WTA Houston    | hardcourt  | Ena Shibahara       | Ellen Perez Luisa Stefani                    | 6-1, 4-6, [5-10] | details |
| 5.               | 2020-02-29 | WTA Acapulco   | hardcourt  | Kateryna Bondarenko | Desirae Krawczyk Giuliana Olmos              | 3-6, 6-7         | details |

## Resultaten grandslamtoernooien
| Legenda | Legenda                          |
| ------- | -------------------------------- |
| g.t.    | geen toernooi gehouden           |
| l.c.    | lagere categorie                 |
| –       | niet deelgenomen                 |
| G       | uitgeschakeld in de groepsfase   |
| 1R      | uitgeschakeld in de eerste ronde |
| 2R      | uitgeschakeld in de tweede ronde |
| 3R      | uitgeschakeld in de derde ronde  |
| 4R      | uitgeschakeld in de vierde ronde |
| KF      | uitgeschakeld in de kwartfinale  |
| HF      | uitgeschakeld in de halve finale |
| F       | de finale verloren               |
| W       | het toernooi gewonnen            |
| w-v     | winst/verlies-balans             |

### Enkelspel
| toernooi        | 2013 | 2014 |
| --------------- | ---- | ---- |
| Australian Open | –    | –    |
| Roland Garros   | –    | 1R   |
| Wimbledon       | –    | 1R   |
| US Open         | 1R   | 1R   |

### Vrouwendubbelspel
| Australian Open | 1R | –  | 1R | –  | 1R   | KF |
| Roland Garros   | –  | –  | 2R | –  | 1R   | 3R |
| Wimbledon       | –  | –  | 1R | –  | g.t. | 3R |
| US Open         | –  | 2R | 1R | 1R | 1R   | –  |